# Synagogi Poznania

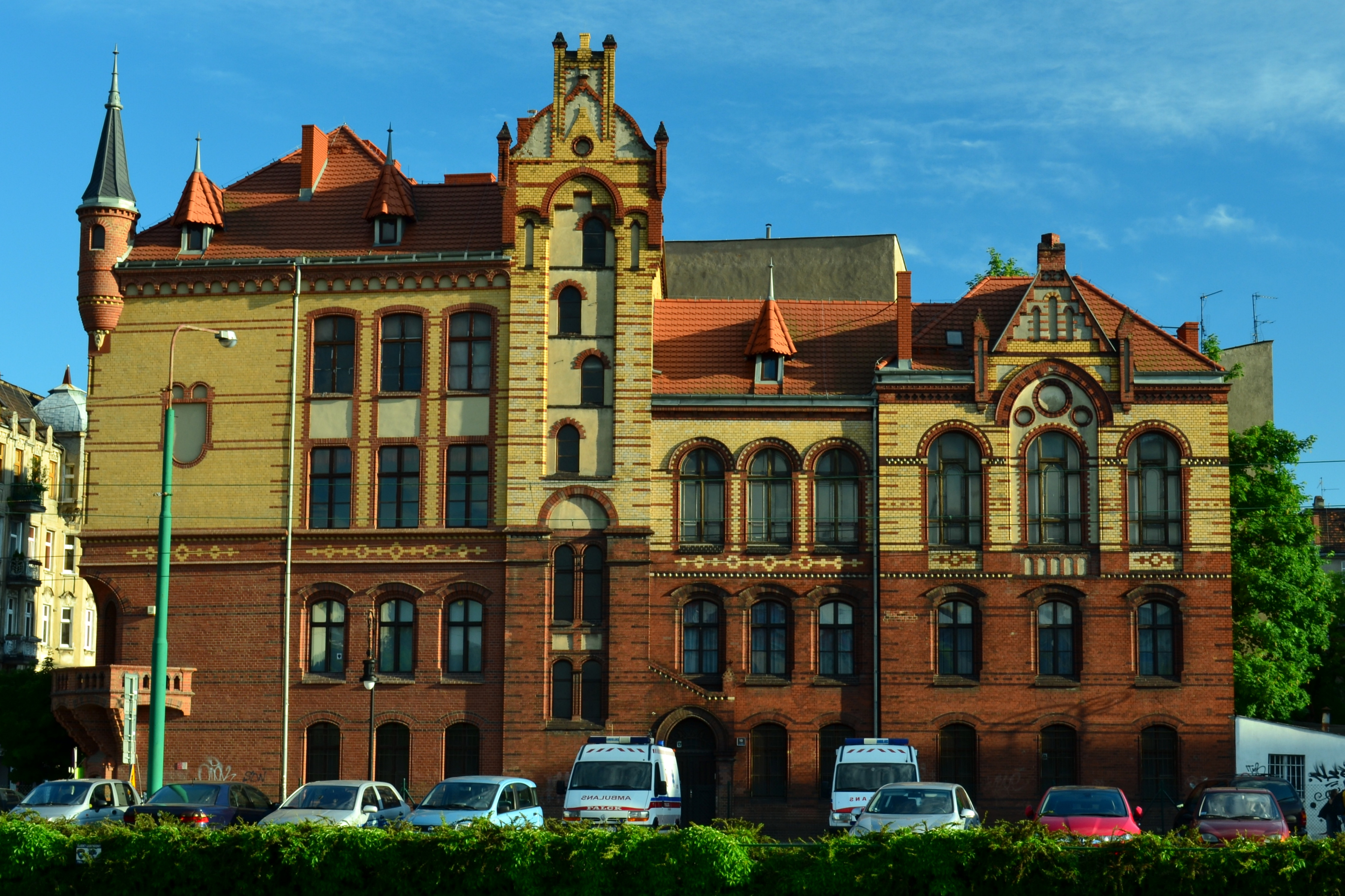
Kamienica zarządu gminy żydowskiej, mieszcząca jedyną w Poznaniu czynną synagogę (2013)

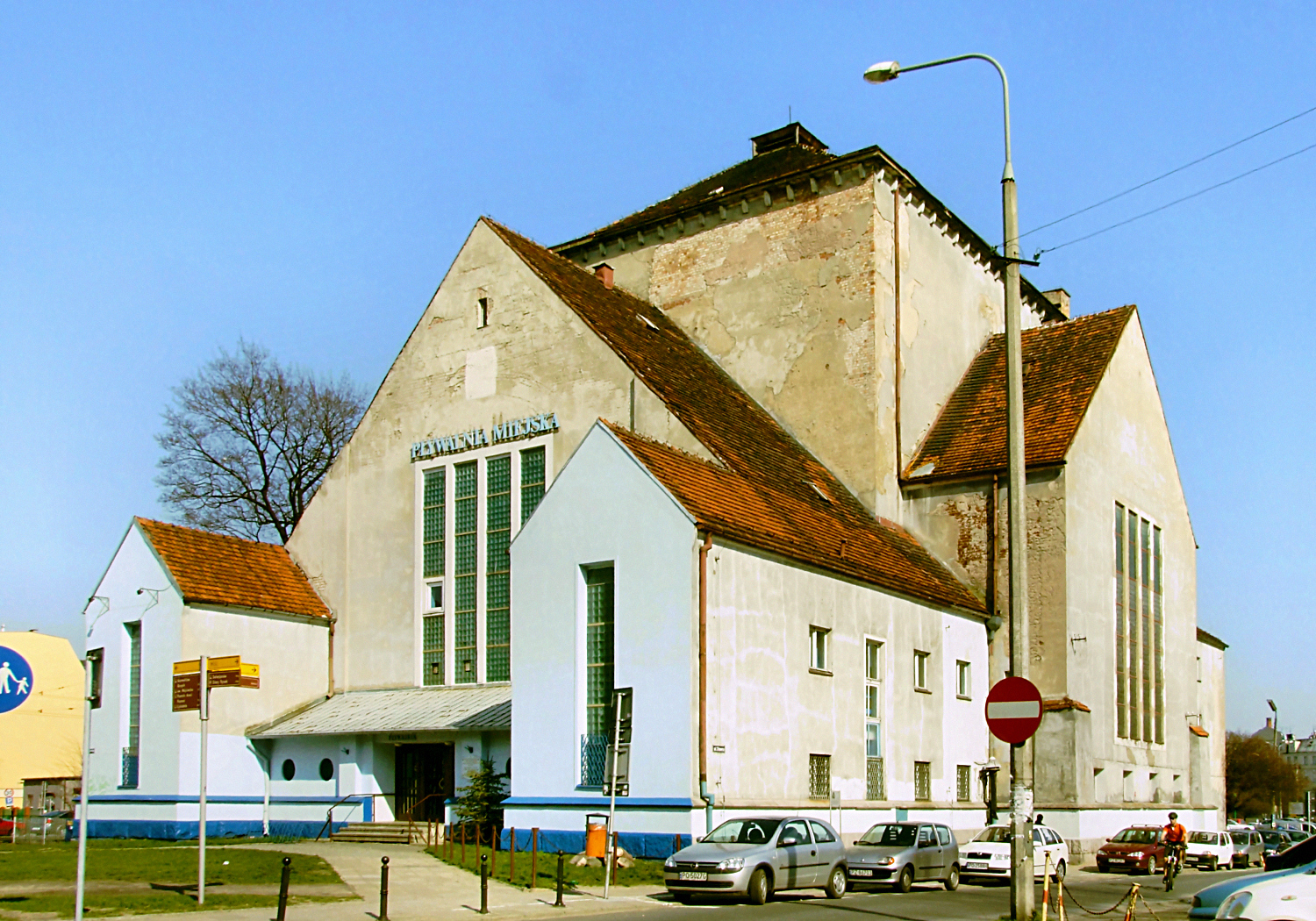
Dawna Nowa Synagoga, dziś nieczynna Pływalnia Miejska (2007)

Synagogi Poznania – lista domów modlitwy judaistycznych na terenie miasta Poznania. Według Ewy Stęszewskiej-Leszczyńskiej od momentu lokacji powstało ich około 20 , z czego znane jest 7 synagog i 4 bet midrasze (domy nauki). Zdecydowana większość z nich powstawała na terenie dzielnicy żydowskiej, usytuowanej w północnej części miasta lokacyjnego.

## Historia
W 1264 książę Wielkopolski Bolesław Pobożny nadał Żydom statut kaliski, umożliwiający im posiadanie własnych cmentarzy i synagog. Pierwsza z nich, znajdująca się na terenie średniowiecznego Poznania, powstała na skrzyżowaniu ulic Szewskiej i Dominikańskiej. Według legendy za rok jej budowy uznaje się 1360 lub 1367, a pierwsza wzmianka w dokumentach pojawia się dopiero w 1449 roku .
Na przełomie XV i XVI wieku, przy ul. Żydowskiej 15/18 wzniesiono Starą Synagogę. W 1590 strawił ją pożar, a w latach 1592–1618 została odbudowana, mimo kolejnego pożaru w 1613 roku. W tym czasie też, do jej północnej ściany przystawiono Nową Synagogę. Kolejny pożar 16 marca 1717 roku zniszczył synagogi wraz z ich wyposażeniem. W 1735 poświęcono Synagogę Nehemiasza, dobudowaną do północno-wschodniego narożnika Nowej Synagogi. Rok później zespół trzech gminnych synagog zalała lipcowa powódź miasta, a w 1764 strawił kolejny pożar .
W 1803 roku nieznany budowniczy o nazwisku Schildener zaprojektował monumentalną synagogę inspirowaną formami architektury egipskiej. Miała ona powstać na szczycie Muszej Góry – wzniesienia na terenie obecnego Placu Wolności, uformowanego z czterech stron tarasami i schodami. Na jej elewacjach miały znaleźć się chronologicznie ułożone macewy z hebrajskimi inskrypcjami. Według projektanta miały one mieć wydźwięk dydaktyczny i skłaniać do refleksji nad śmiercią. Taki projekt połączenia domu modłitwy z grobowcem zapewne nie przypadł do gustu poznańskiej gminie żydowskiej, dlatego też nigdy nie został zrealizowany.
W styczniu 1834 roku, nakładem fundacji Salomona Beniamina Latza, przy ul. Stawnej otwarto szpital żydowski, który w jednym ze swoich pomieszczeń mieścił bet midrasz. W 1887 roku powstała fundacja im. Abrahama i Henrietty Rohrów, z której środków w latach 1893–1895 na przedmieściach miasta wzniesiono kolejny szpital żydowski, który podobnie jak zakład Latza, został wyposażony w bet midrasz .
W 1850 powstała reformowana gmina żydowska, która oficjalnie podzieliła poznańskich Żydów na ortodoksyjnych i reformowanych. Siedem lat później, na narożniku ulic Szewskiej i Dominikańskiej (w miejscu Najstarszej Synagogi), ukończono budowę pierwszej reformowanej w Poznaniu Synagogi Stowarzyszenia Braci Gminy . Drugą z nich wzniesiono w latach 1883–1884, z inicjatywy, utworzonego w 1808 roku, Stowarzyszenia Przyjaciół Dobroczynności. Zlokalizowano ją na ul. Dominikańskiej, przy zachodniej ścianie Synagogi Stowarzyszenia Braci Gminy .
Pożar 15 kwietnia 1803 zniszczył Starą i Nową Synagogę, jednak wyremontowano je dopiero w 1858. Mimo to, w 1880 Policja Budowlana planowała zamknięcie obu świątyń. By temu zapobiec, wyremontowano je ponownie w latach 1883–1884. W 1880 roku władze poznańskiej gminy żydowskiej podjęły decyzję o budowie nowej, monumentalnej synagogi. Projekt powstał w 1902 roku, a jego realizację zaplanowano na parceli pomiędzy ulicami Stawną, Wroniecką, Małymi Garbarami, a przedłużoną Żydowską. Była ona jednak wówczas zajęta przez miejską szkołę i szpital fundacji Latza. Wobec tego, 13 czerwca 1904 roku podpisano umowę o wymianie gruntów , w wyniku której fundacja Latza oddając teren przy ul. Stawnej, otrzymała parcele zajęte przez zespół trzech synagog przy ul. Żydowskiej i 60 tys. marek na budowę nowego zakładu. Ponadto, zarząd gminy na ten czas udostępnił fundacji dom przy ul. Żydowskiej 32 i zobowiązał się do rozbiórki kompleksu najpóźniej miesiąc po otwarciu nowego domu modlitwy . Mieszczącą 1200 osób Nową Synagogę (Synagogę Wielką), poświęcono 5 września 1907 roku. Rozbiórkę trzech bożnic przy ul. Żydowskiej rozpoczęto dopiero w 1908, a w grudniu 1909 na ich miejscu otworzono, wyposażone we własny bet midrasz, Schronisko dla Starców i Zniedołężniałych im. Salomona Beniamina Latza .
Ostatnie nabożeństwo w Nowej Synagodze odprawiono 9 września 1939 roku. 15 kwietnia 1940 z jej kopuł zdemontowano Gwiazdy Dawida i rozpoczęto, trwającą do 1941, przebudowę obiektu na pływalnię. Wszystkie przedwojenne synagogi zostały zniszczone w trakcie walk zimą 1945 roku i rozebrane w latach 1946–1947. W czerwcu 1946 w Poznaniu przebywało 343 Żydów, z czego większość jeszcze w tym samym roku opuściła miasto. Wznowienie działalności gminy żydowskiej nastąpiło dopiero w 1999 roku. W odzyskanej w 2003 kamienicy zarządu gminy mieści się jedyny czynny w Poznaniu dom modlitwy, wyposażony 8 stycznia 2009 w jeden zwój Tory .

## Pełna lista
Okresy podane w nawiasach odpowiadają latom funkcjonowania danego domu modlitwy.
- Najstarsza Synagoga (1367–?)
- Stara Synagoga (XV/XVI w. –1908)
- Nowa Synagoga (XVI/XVII w. –1908)
- Synagoga Nehemiasza (1735–1908)
- synagoga na Muszej Górze (nigdy niezrealizowany projekt z 1803 roku)
- bet midrasz w Szpitalu dla Ubogich im. Salomona Beniamina Latza (1834–1900)
- Synagoga Stowarzyszenia Braci Gminy (1857–1939)
- Synagoga Stowarzyszenia Przyjaciół Dobroczynności (1884–1939)
- bet midrasz w Szpitalu Żydowskim i Przytułku dla Zniedołężniałych fundacji Abrahama i Henrietty Rohrów (1895–1939)
- Nowa Synagoga / Synagoga Wielka (1907–1939)
- bet midrasz w Schronisku dla Starców i Zniedołężniałych im. Salomona Beniamina Latza (1909–1939)
- dom modlitwy w kamienicy zarządu gminy żydowskiej (od 2003)